# Edward Wight Washburn
Pour les articles homonymes, voir Washburn.
Edward Wight Washburn (10 mai 1881 - 6 février 1934) est un chimiste américain.

## Biographie
Washburn est né à Beatrice, Nebraska, dans la famille de William Gilmor Washburn, un marchand de bois et de briques. Après avoir suivi tous les cours de chimie disponibles à l'Université du Nebraska (1899-1900) tout en enseignant aux lycéens (1899-1901), il entre au Massachusetts Institute of Technology en 1901, obtenant le BS en chimie en 1905 et le Ph.D. en 1908 sous la direction d'Arthur Amos Noyes.
Plus tard cette année-là, Washburn devient chef de la division de chimie physique à l'Université de l'Illinois. En 1916, il devient président du département de génie céramique de l'université.
En 1920, l'Union internationale de chimie pure et appliquée est fondée. L'un de ses premiers projets est de compiler les Tables critiques internationales des données numériques, de la physique, de la chimie et de la technologie. Washburn est nommé rédacteur en chef en 1922 et déménage à Washington. En 1926, il devient chef de la division de chimie du Bureau national des normes. Washburn est président de la Division de la chimie et de la technologie chimique du Conseil national de recherches en 1922-1923, président de la Commission internationale des normes physico-chimiques et membre de l'Académie nationale des sciences.